# 長野電鉄長野線
長野線（ながのせん）は、長野県長野市の長野駅から、同県須坂市の須坂駅と同県中野市の信州中野駅を経由して、同県下高井郡山ノ内町の湯田中駅までを結ぶ長野電鉄の鉄道路線である。
以前は、長野線は長野から須坂までで、須坂駅 - 信州中野駅間は河東線の一部、信州中野駅 - 湯田中駅間は山ノ内線であったが、2002年（平成14年）9月18日から運行形態に合わせて長野駅 - 湯田中駅間を長野線とした。

## 概要
志賀高原の観光輸送に加え、長野駅 - 信州中野駅間において朝夕時に普通・特急合わせて約5 - 20分間隔の高頻度運転を実施しており、長野市近郊の通勤・通学輸送を本格的に担ってきた。
長野駅 - 善光寺下駅間は途中に地下駅を有する地下区間（地下線）となっている。この区間も開業当初は他区間同様に地上に敷かれていた。同区間にある市役所前駅（地上当時は錦町駅）は、当時は三角屋根の駅舎で市民に親しまれていた。同駅の隣には1945年（昭和20年）まで緑町駅が存在していた。連続立体交差事業によって、1981年（昭和56年）3月1日より地下化された。地上の路線敷跡は長野市道長野大通り線に転用されている。またこの区間を含む長野駅 - 朝陽駅間（開業当初は信濃吉田駅まで）は複線となっている。
長野線の地下線区間には非貫通型車両が乗り入れが可能である。火災時の被害軽減のため、A-A基準によって、通常地下線区間への非貫通型車両は乗り入れが制限されるが、長野線は「架空線であること」「車体と建築定規（建築限界）との間隔が400mm以上確保されていること」から、車両両端の貫通扉の省略が許容されている。
柳原駅 - 村山駅間の千曲川に架かる村山橋は鉄道道路併用橋で、橋梁の下流側を線路、上流側を国道406号が通っている。現在の橋は2009年（平成21年）に完成したものであり、それまでは下流側15mに1926年（大正15年）に開通した旧橋を使用していた。この旧橋も併用橋で、道幅が狭く老朽化のため現在の橋を建設。2004年（平成16年）8月7日に車道上り線部分が開通、2008年（平成20年）12月22日に車道下り線部分が開通。線路部分も2009年11月9日より供用開始となった。線路部分は長野電鉄初のロングレールである。
また長野駅 - 須坂駅 - 信州中野駅間の各駅（無人駅含む）と湯田中駅には自動券売機が設置されており、これらの駅では自動券売機で乗車券を購入した上で乗車することになるが、それ以外の自動券売機が未設置の中野松川駅 - 上条駅間では下車駅にて精算する形態をとっている。
車庫は須坂駅にある。信州中野駅から湯田中駅までは最高40‰の急勾配が続く。終点の湯田中駅はホーム設置位置の関係で変則スイッチバック構造の駅だったが、1000系「ゆけむり」の導入に伴い2006年（平成18年）9月から10月にかけて行なわれた改修工事でスイッチバックは解消された。また、工事中は上条駅から湯田中駅まで代替輸送バスが運行された。
2007年（平成19年）には、一部の駅で未設置であった構内自動放送設備や電光掲示板などの新設工事が行われた。

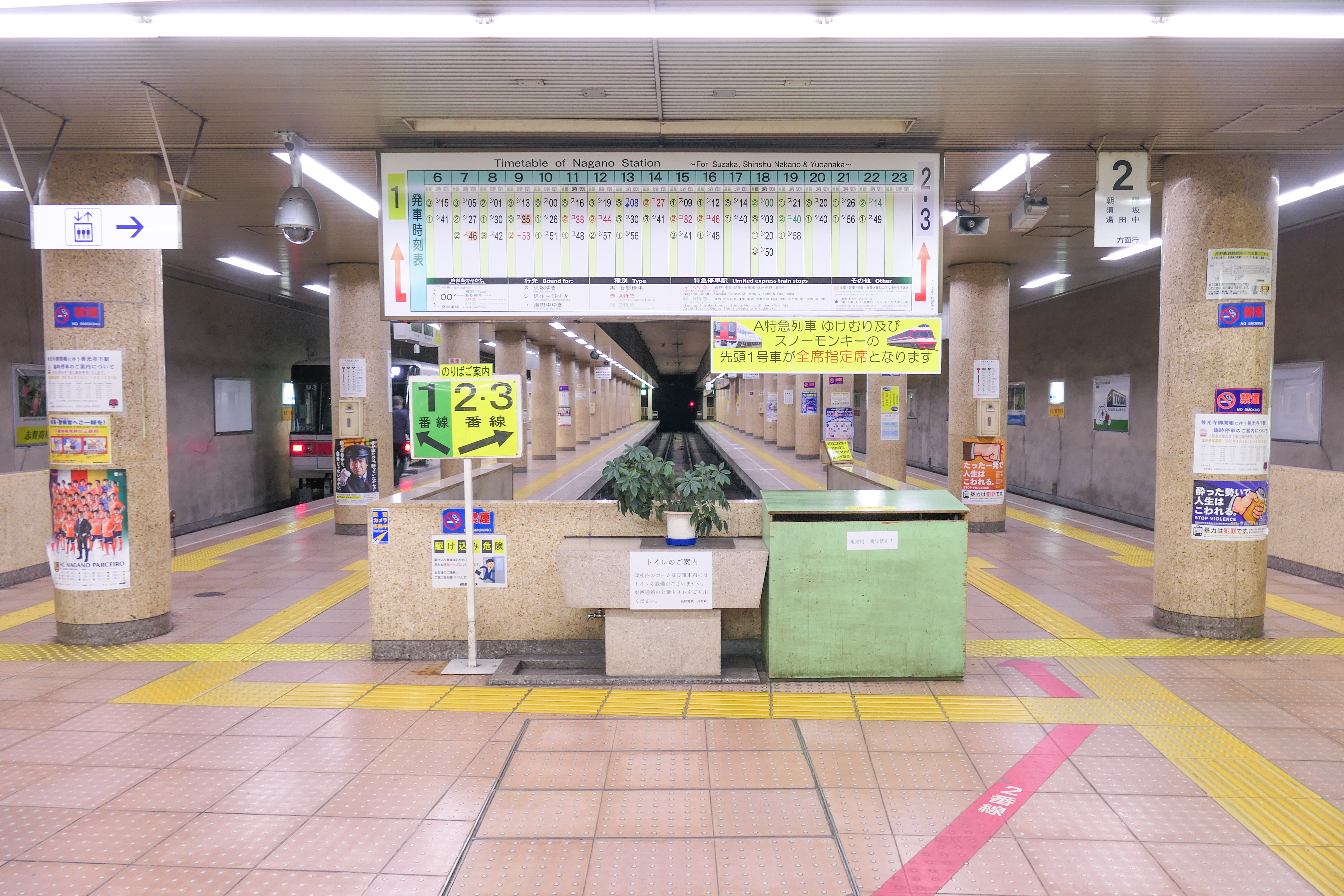
地下区間にある長野駅
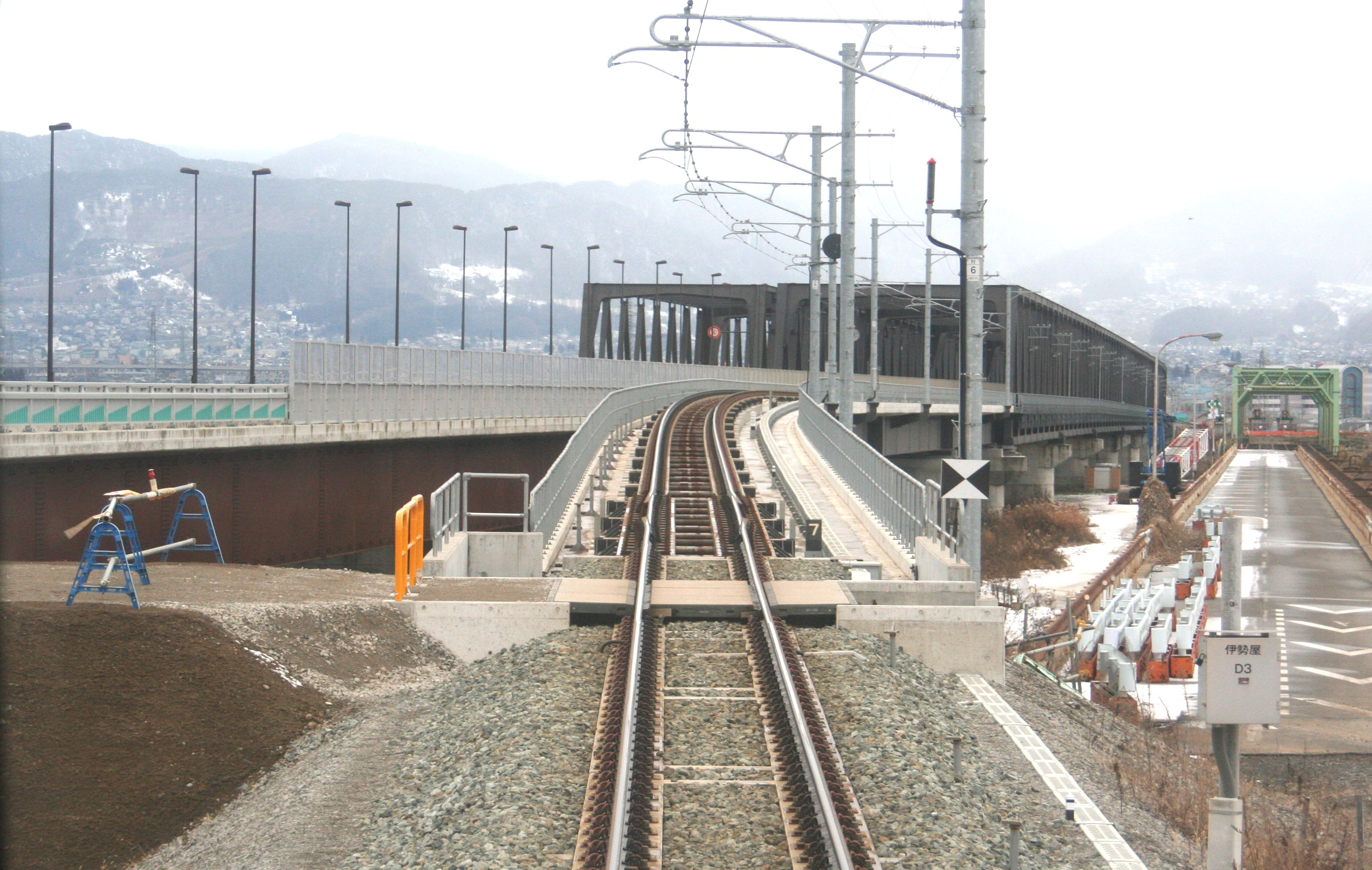
現村山橋（正面）と旧村山橋（右、現在は撤去）
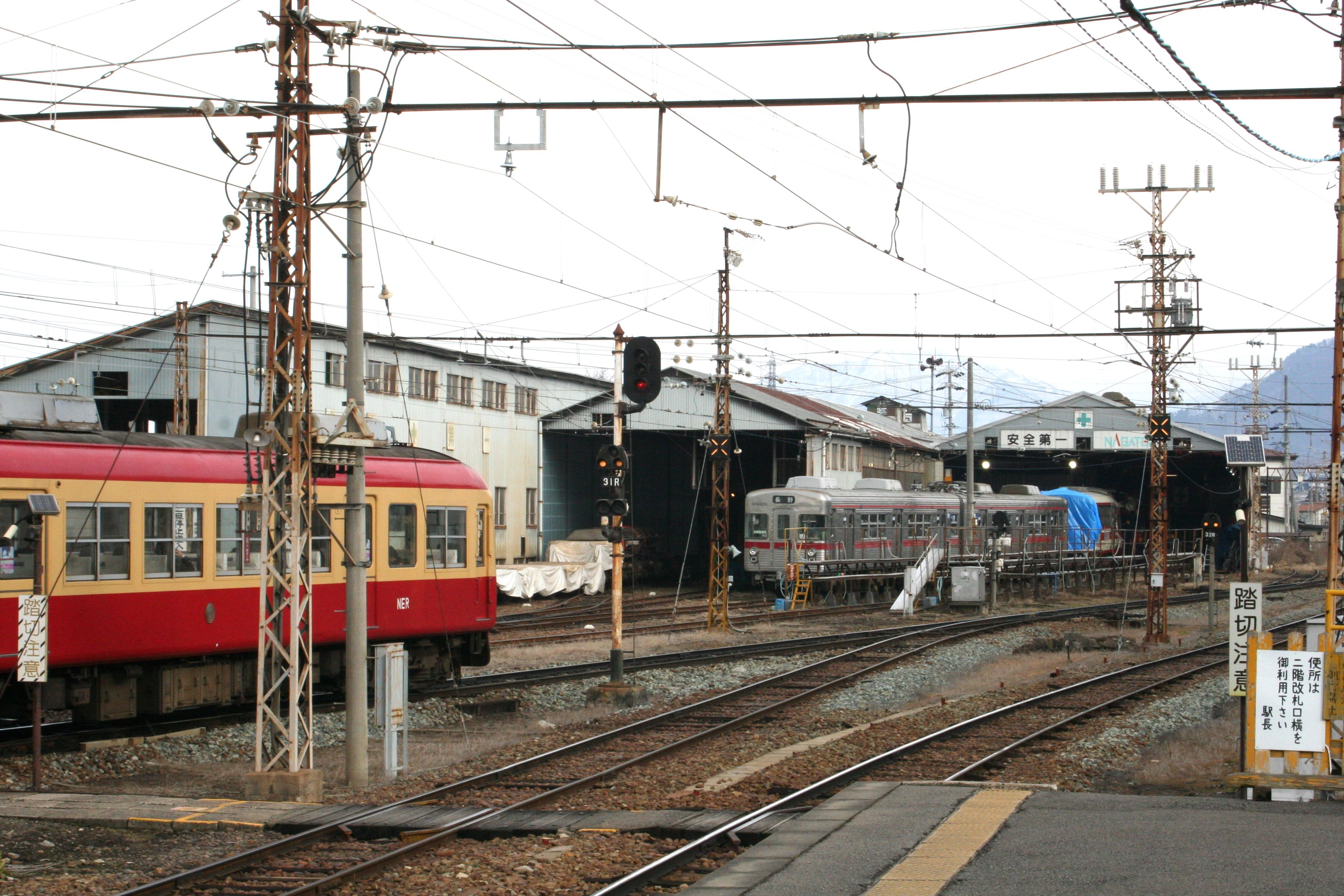
須坂駅構内にある車庫

### 路線データ
- 路線距離（営業キロ）：33.2km
- 軌間：1067mm
- 駅数：24駅（起終点駅含む）
- 複線区間：長野駅 - 朝陽駅間
- 電化区間：全線（直流1500V）
- 最高速度：90km/h[1]
- 最急勾配：40‰[1]
- 閉塞方式：自動閉塞式
- 保安装置：ATS（点制御車上速度照査式）
- 運転指令所：須坂運転指令所
- 輸送密度
  - 2008年度：6,060[7]
  - 2009年度：5,921[7]
  - 2010年度：5,906[7]
  - 2011年度：5,874[7]

## 運行形態
長野駅 - 須坂駅・信州中野駅間には朝夕毎時3 - 4 本・昼間毎時1 - 3本程度の普通列車、信州中野駅 - 湯田中駅間では朝夕毎時2本・昼間は1-2時間に1本の普通列車が、朝方を除くと長野駅発10時・13時・17時・20・21時台、湯田中駅発11・12・14・18・19・21・22時台以外には有料特急が運行されている。1998年長野オリンピック開催時には観客輸送でも大きな役割を果たした。

### 普通列車（各駅停車）

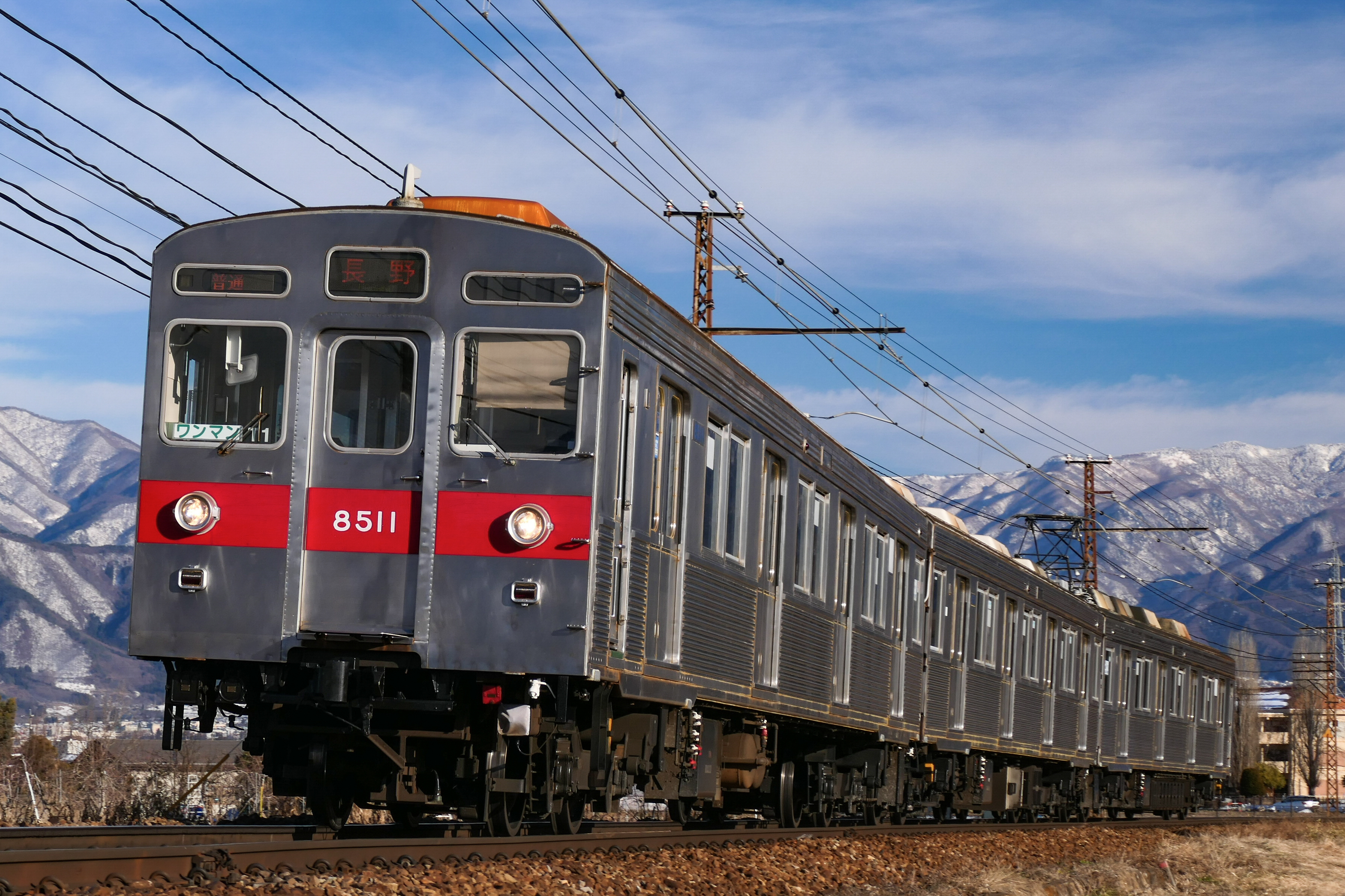
各駅停車に使用される8500系

各駅に停車する種別である。種別表示は駅によって異なり、「普通」もしくは「各停」となっている。
一部を除いて、日中は長野駅を発着する普通列車は須坂駅・信州中野駅で、湯田中駅発着の普通列車は信州中野駅で折り返す。全線で全車両の扉が開く都市型ワンマンを採用しているが、一部駅では運転士による集札も行われる。基本的に全日同一ダイヤであるが、朝に2往復日曜・休日運休となる列車がある。
ワンマン運転は、長野駅 - 信州中野駅間は2000年（平成12年）10月より、信州中野駅 - 湯田中駅間は2006年（平成18年）12月9日のダイヤ改正から一部普通列車で開始された。
長野駅 - 信州中野駅間は3000系・8500系ともに使用される。信州中野駅 - 湯田中駅間は30 - 40‰の勾配が連続する急勾配区間であり、抑速ブレーキ装備か同等のブレーキ能力が入線の必須条件であるため、それらの装備がない8500系は入線できない。なお当該区間は以前は無人駅では1両目前よりドアしか開かない方式だったが、2011年（平成23年）2月13日のダイヤ改正に伴い当該区間も無人駅でも全車両の全てのドアが開くようになった。

### 特急

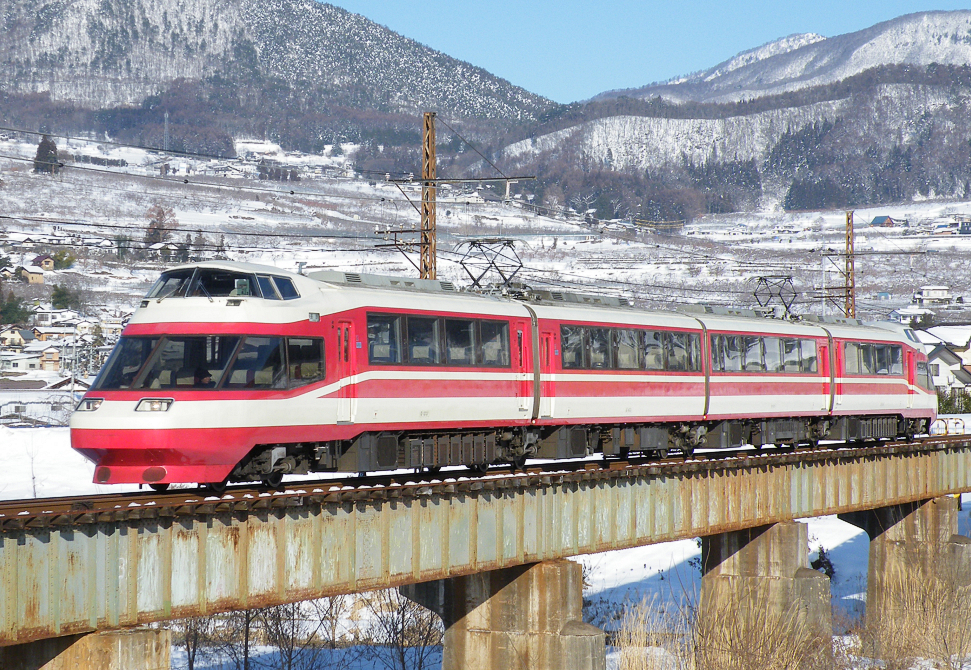
1000系「ゆけむり」（2009年1月）

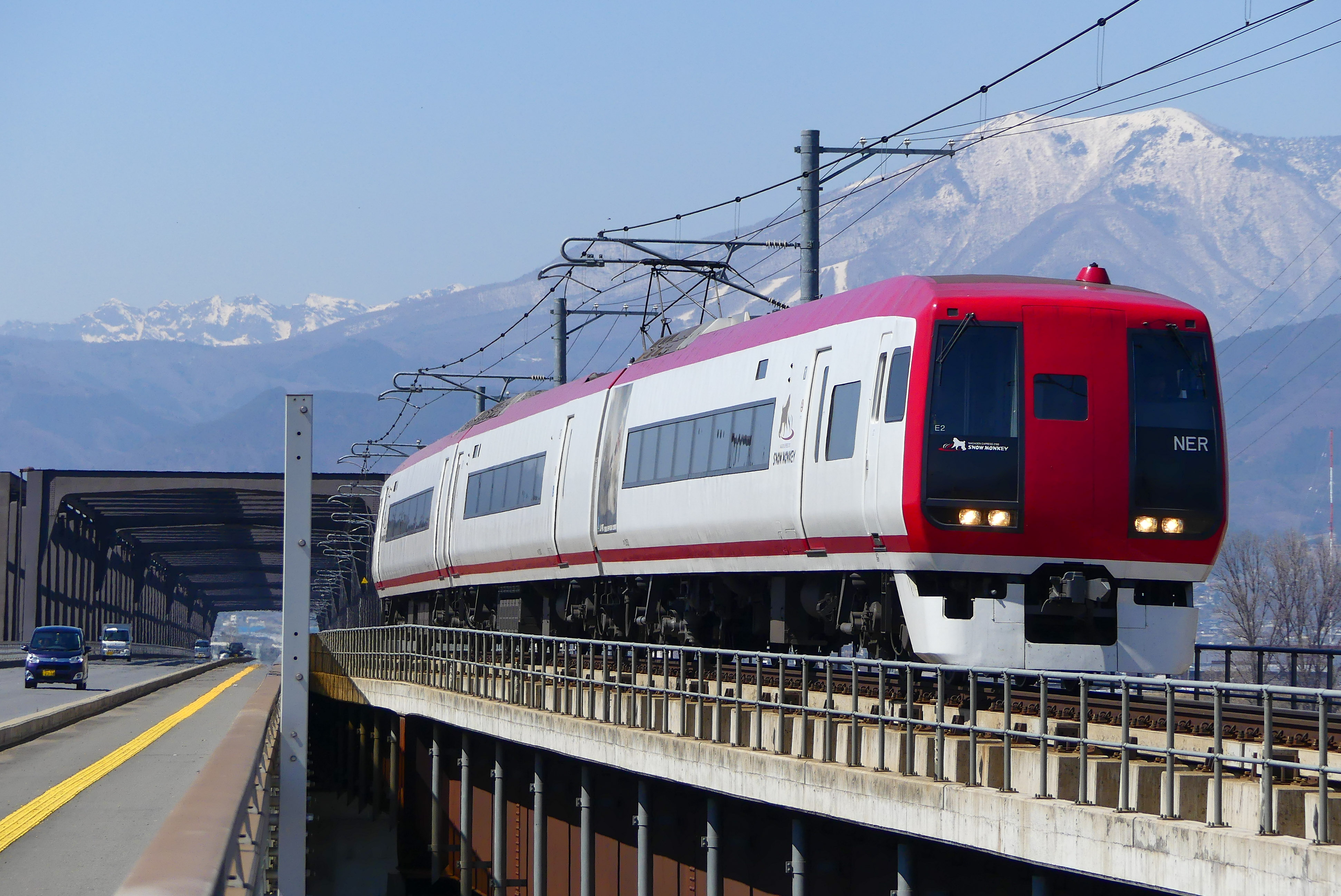
2100系「スノーモンキー」（2018年3月）

特急列車は長野駅 - 湯田中駅間の全線直通を基本として運行されているが、長野駅 - 須坂駅間、長野駅 - 信州中野駅間、須坂駅 - 信州中野駅間にそれぞれ区間列車が設定されている。過去には須坂駅 - 湯田中駅間を区間運行する列車も存在した。
停車駅パターンの違いによってA特急・B特急・S特急に分かれている。A特急は速達タイプで日中に運転される。B特急は朝および夕方以降に運転され、現行ダイヤでの本数は、下りA特急7本（このうち1本は須坂駅発湯田中駅行き）、B特急3本（このうち2本は長野駅発信州中野駅行き）。上りA特急6本、B特急4本（このうちB特急1本は信州中野駅発須坂駅行き、うちB特急1本は信州中野駅発長野駅行き）。S特急は土休日のみ日中1往復運転される。
車両はA・B特急ではともに1000系「ゆけむり」と2100系「スノーモンキー」が、S特急では1000系が限定運用される。いずれも全列車ツーマン運転で、S特急では別にアテンダントも乗務する。特急券は100円（小児50円）で、定期券利用客も特急券との併用で乗車可能。2021年7月よりA特急については「ゆけむり」の先頭車両と「スノーモンキー」湯田中方先頭の1号車が指定席となり、特急券のほかに300円（小児も同額）の座席指定券を要する。「スノーモンキー」には個室「Spa猿〜ん」（1編成1室・定員4名）が設置されている。個室を利用するには特急券のほかに個室指定券が必要となり、2021年7月時点で料金は1室1200円に設定されている。B特急は2011年のダイヤ改正まで信州中野駅 - 湯田中駅間は各駅停車で、この区間においては普通乗車券のみで乗車できる特例があった。
2000年10月のダイヤ改正まで特急は、A特急（長野駅、権堂駅、須坂駅、信州中野駅、湯田中駅停車）、B特急（A特急停車駅+小布施駅停車。現行A特急と同様）、C特急（B特急停車駅+本郷駅・信濃吉田駅および信州中野駅 - 湯田中駅間各駅）、D特急（C特急停車駅+市役所前駅・北須坂駅停車）、E特急（D特急停車駅+朝陽駅停車）の5タイプに分かれていた。1957年3月の特急運転開始当時は旧A特急相当の停車駅で運行されていたものの、現行の2タイプに整理された2000年10月時点においては小布施が観光地として無視できなくなっていたため、これ以前より旧A特急は事実上廃止されていた。1000系導入前は全列車が2000系での運転だったが、2006年（平成18年）12月9日には1000系の導入により、A特急は1000系「ゆけむり」、B特急は2000系と使用車両が分けられた。
2011年（平成23年）2月13日のダイヤ改正でB特急の停車駅が変更され、信州中野駅 - 湯田中駅間がノンストップ運転に統一された。これにより信州中野駅 - 湯田中駅間を普通乗車券のみで利用できる措置は廃止された。また、同時に使用車両の区別も消滅した。同年2月26日、2000系に代わって2100系「スノーモンキー」による運転が開始された。
2015年（平成27年）4月18日からは、1000系「ゆけむり」を使用した観光案内列車として、S特急「ゆけむり〜のんびり号〜」が1往復運転されている。この列車には基本的に1000系のみ充当されるが、検査等で運用できない場合は2100系を使用して「スノーモンキー〜のんびり号〜」として運転される。

#### 停車駅の変遷
- 特急列車が停車したことのある駅のみ掲載。
- 毎年行われる「信州なかのバラ祭り」期間中は一部の列車が中野松川駅に臨時停車するが、下表にはそれは含めない。
- 概ね7年に1度行われる善光寺御開帳の際には、日中時間帯のA特急が善光寺下駅に臨時停車するが[15]、下表にはそれは含めない。
- ●…停車 △…一部停車 —…通過

| 停車駅 | 長野 | 錦町 | 権堂 | 本郷 | 信濃吉田 | 朝陽 | 須坂 | 北須坂 | 小布施 | 桜沢 | 信州中野 | 中野松川             | 信濃竹原             | 夜間瀬               | 上条                 | 湯田中               |
| ------ | ---- | ---- | ---- | ---- | -------- | ---- | ---- | ------ | ------ | ---- | -------- | -------------------- | -------------------- | -------------------- | -------------------- | -------------------- |
| 奥志賀 | ●    | —    | ●    | —    | △        | —    | ●    | —      | △      | —    | ●        | —                    | —                    | —                    | —                    | ●                    |
| のざわ | ●    | —    | ●    | —    | ●        | —    | ●    | —      | ●      | —    | ●        | →河東線木島方面直通* | →河東線木島方面直通* | →河東線木島方面直通* | →河東線木島方面直通* | →河東線木島方面直通* |

- *信州中野駅 - 木島駅間は信濃安田駅と木島駅に停車[16]。

| 停車駅 | 長野 | 市役所前 | 権堂 | 本郷 | 信濃吉田 | 朝陽 | 須坂 | 北須坂 | 小布施 | 桜沢 | 信州中野 | 中野松川 | 信濃竹原 | 夜間瀬 | 上条 | 湯田中 |
| ------ | ---- | -------- | ---- | ---- | -------- | ---- | ---- | ------ | ------ | ---- | -------- | -------- | -------- | ------ | ---- | ------ |
| A特急  | ●    | —        | ●    | —    | —        | —    | ●    | —      | —      | —    | ●        | —        | —        | —      | —    | ●      |
| B特急  | ●    | —        | ●    | —    | —        | —    | ●    | —      | ●      | —    | ●        | —        | —        | —      | —    | ●      |
| C特急  | ●    | —        | ●    | ●    | ●        | —    | ●    | —      | ●      | —    | ●        | ●        | ●        | ●      | ●    | ●      |
| D特急  | ●    | ●        | ●    | ●    | ●        | —    | ●    | ●      | ●      | —    | ●        | ●        | ●        | ●      | ●    | ●      |
| E特急  | ●    | ●        | ●    | ●    | ●        | ●    | ●    | ●      | ●      | —    | ●        | ●        | ●        | ●      | ●    | ●      |

| 停車駅 | 長野 | 市役所前 | 権堂 | 本郷 | 信濃吉田 | 朝陽 | 須坂 | 北須坂 | 小布施 | 桜沢 | 信州中野 | 中野松川 | 信濃竹原 | 夜間瀬 | 上条 | 湯田中 |
| ------ | ---- | -------- | ---- | ---- | -------- | ---- | ---- | ------ | ------ | ---- | -------- | -------- | -------- | ------ | ---- | ------ |
| A特急  | ●    | —        | ●    | —    | —        | —    | ●    | —      | —      | —    | ●        | ●        | ●        | ●      | ●    | ●      |
| B特急  | ●    | —        | ●    | —    | —        | —    | ●    | —      | ●      | —    | ●        | ●        | ●        | ●      | ●    | ●      |
| C特急  | ●    | —        | ●    | ●    | ●        | —    | ●    | —      | ●      | —    | ●        | ●        | ●        | ●      | ●    | ●      |
| D特急  | ●    | ●        | ●    | ●    | ●        | —    | ●    | ●      | ●      | —    | ●        | ●        | ●        | ●      | ●    | ●      |
| E特急  | ●    | ●        | ●    | ●    | ●        | ●    | ●    | ●      | ●      | —    | ●        | ●        | ●        | ●      | ●    | ●      |

| 停車駅 | 長野 | 市役所前 | 権堂 | 本郷 | 信濃吉田 | 朝陽 | 須坂 | 北須坂 | 小布施 | 桜沢 | 信州中野 | 中野松川 | 信濃竹原 | 夜間瀬 | 上条 | 湯田中 |
| ------ | ---- | -------- | ---- | ---- | -------- | ---- | ---- | ------ | ------ | ---- | -------- | -------- | -------- | ------ | ---- | ------ |
| A特急  | ●    | —        | ●    | —    | —        | —    | ●    | —      | ●      | —    | ●        | ●        | ●        | ●      | ●    | ●      |
| B特急  | ●    | ●        | ●    | ●    | ●        | —    | ●    | ●      | ●      | —    | ●        | ●        | ●        | ●      | ●    | ●      |

| 停車駅 | 長野 | 市役所前 | 権堂 | 本郷 | 信濃吉田 | 朝陽 | 須坂 | 北須坂 | 小布施 | 桜沢 | 信州中野 | 中野松川 | 信濃竹原 | 夜間瀬 | 上条 | 湯田中 |
| ------ | ---- | -------- | ---- | ---- | -------- | ---- | ---- | ------ | ------ | ---- | -------- | -------- | -------- | ------ | ---- | ------ |
| A特急  | ●    | —        | ●    | —    | —        | —    | ●    | —      | ●      | —    | ●        | —        | —        | —      | —    | ●      |
| B特急  | ●    | ●        | ●    | ●    | ●        | —    | ●    | ●      | ●      | —    | ●        | ●        | ●        | ●      | ●    | ●      |

| 停車駅 | 長野 | 市役所前 | 権堂 | 本郷 | 信濃吉田 | 朝陽 | 須坂 | 北須坂 | 小布施 | 桜沢 | 信州中野 | 中野松川 | 信濃竹原 | 夜間瀬 | 上条 | 湯田中 |
| ------ | ---- | -------- | ---- | ---- | -------- | ---- | ---- | ------ | ------ | ---- | -------- | -------- | -------- | ------ | ---- | ------ |
| A特急  | ●    | —        | ●    | —    | —        | —    | ●    | —      | ●      | —    | ●        | —        | —        | —      | —    | ●      |
| B特急  | ●    | ●        | ●    | ●    | ●        | ●    | ●    | —      | ●      | —    | ●        | —        | —        | —      | —    | ●      |

| 停車駅 | 長野 | 市役所前 | 権堂 | 本郷 | 信濃吉田 | 朝陽 | 須坂 | 北須坂 | 小布施 | 桜沢 | 信州中野 | 中野松川 | 信濃竹原 | 夜間瀬 | 上条 | 湯田中 |
| ------ | ---- | -------- | ---- | ---- | -------- | ---- | ---- | ------ | ------ | ---- | -------- | -------- | -------- | ------ | ---- | ------ |
| A特急  | ●    | —        | ●    | —    | —        | —    | ●    | —      | ●      | —    | ●        | —        | —        | —      | —    | ●      |
| B特急  | ●    | ●        | ●    | ●    | ●        | ●    | ●    | —      | ●      | —    | ●        | —        | —        | —      | —    | ●      |
| S特急  | ●    | —        | ●    | —    | —        | —    | ●    | —      | ●      | △    | ●        | —        | △        | —      | —    | ●      |

- S特急は下りのみ桜沢駅と信濃竹原駅に停車。上りは信濃竹原駅、延徳駅、村山駅に運転停車する[14]。

| 停車駅 | 長野 | 市役所前 | 権堂 | 本郷 | 信濃吉田 | 朝陽 | 須坂 | 北須坂 | 小布施 | 桜沢 | 信州中野 | 中野松川 | 信濃竹原 | 夜間瀬 | 上条 | 湯田中 |
| ------ | ---- | -------- | ---- | ---- | -------- | ---- | ---- | ------ | ------ | ---- | -------- | -------- | -------- | ------ | ---- | ------ |
| A特急  | ●    | —        | ●    | —    | —        | —    | ●    | —      | ●      | —    | ●        | —        | —        | —      | —    | ●      |
| B特急  | ●    | ●        | ●    | ●    | ●        | ●    | ●    | —      | ●      | —    | ●        | —        | —        | —      | —    | ●      |
| S特急  | ●    | —        | ●    | —    | —        | —    | ●    | —      | ●      | —    | ●        | —        | ●        | —      | —    | ●      |

| 停車駅      | 長野 | 市役所前 | 権堂 | 本郷 | 信濃吉田 | 朝陽 | 須坂 | 北須坂 | 小布施 | 桜沢 | 信州中野 | 中野松川 | 信濃竹原 | 夜間瀬 | 上条 | 湯田中 |
| ----------- | ---- | -------- | ---- | ---- | -------- | ---- | ---- | ------ | ------ | ---- | -------- | -------- | -------- | ------ | ---- | ------ |
| A特急 S特急 | ●    | —        | ●    | —    | —        | —    | ●    | —      | ●      | —    | ●        | —        | —        | —      | —    | ●      |
| B特急       | ●    | ●        | ●    | ●    | ●        | ●    | ●    | —      | ●      | —    | ●        | —        | —        | —      | —    | ●      |

## 利用状況

### 輸送実績
管内鉄軌道事業者輸送実績（国土交通省北陸信越運輸局）より、長野線の近年の輸送実績を下表に記す。
| 年度別輸送実績     | 年度別輸送実績             | 年度別輸送実績             | 年度別輸送実績             | 年度別輸送実績             | 年度別輸送実績 | 年度別輸送実績 | 年度別輸送実績 |
| 年 度              | 輸送実績（乗車人員）：万人 | 輸送実績（乗車人員）：万人 | 輸送実績（乗車人員）：万人 | 輸送実績（乗車人員）：万人 | 輸送密度 人/日 | 特記事項       | 出典           |
| ------------------ | -------------------------- | -------------------------- | -------------------------- | -------------------------- | -------------- | -------------- | -------------- |
| 年 度              | 通勤定期                   | 通学定期                   | 定期外                     | 合計                       | 輸送密度 人/日 | 特記事項       | 出典           |
| 2012年（平成24年） | 216.3                      | 247.2                      | 287.7                      | 751.2                      | 5,910          |                |                |
| 2013年（平成25年） | 211.3                      | 237.9                      | 290.7                      | 739.9                      | 5,833          |                |                |
| 2014年（平成26年） | 225.6                      | 252.6                      | 287.8                      | 761.1                      | 6,035          |                |                |
| 2015年（平成27年） | 237.0                      | 254.6                      | 316.1                      | 807.7                      | 6,383          |                |                |
| 2016年（平成28年） | 243.0                      | 256.7                      | 308.9                      | 808.6                      | 6,364          |                | [ 17 ]         |
| 2017年（平成29年） | 246.3                      | 260.4                      | 312.4                      | 819.1                      | 6,387          |                | [ 18 ]         |
| 2018年（平成30年） | 250.6                      | 251.2                      | 311.1                      | 812.8                      | 6,367          |                | [ 19 ]         |
| 2019年（令和元年） | 257.8                      | 244.3                      | 296.2                      | 798.3                      | 6,240          |                | [ 20 ]         |
| 2020年（令和2年）  | 230.1                      | 203.1                      | 171.2                      | 604.4                      | 4,725          |                | [ 21 ]         |
| 2021年（令和3年）  | 221.1                      | 224.1                      | 185.9                      | 631.1                      |                |                | [ 22 ]         |
| 2022年（令和4年）  | 224.4                      | 223.0                      | 234.2                      | 681.6                      |                |                | [ 23 ]         |
| 2023年（令和5年）  | 233.2                      | 225.2                      | 259.4                      | 717.9                      |                |                | [ 24 ]         |

## 歴史
- 1920年（大正9年）
  - 5月3日：佐久鉄道に屋代 - 須坂間の免許交付[25]。
  - 9月6日：佐久鉄道から河東鉄道への屋代 - 須坂間免許譲渡（許可）[26]。
- 1921年（大正10年）5月26日：河東鉄道に須坂 - 木島間、信州中野 - 湯田中 - 渋安代（渋温泉近く）間の免許交付[27]。
- 1923年（大正12年）
  - 3月26日：河東鉄道により須坂駅 - 信州中野駅間が開業[28]。豊洲駅（現・北須坂駅）、小布施駅、延徳駅、信州中野駅が開業。
  - 6月22日：長野電気鉄道に権堂 - 須坂間の免許交付[29]。
- 1926年（大正15年）
  - 1月29日：河東鉄道が全線電化[30]。
  - 6月28日：長野電気鉄道により権堂駅 - 須坂駅間が開業[31]。権堂駅、善光寺下駅、本郷駅、桐原駅、吉田町駅（現・信濃吉田駅）、朝陽駅、柳原駅、村山駅、日野駅が開業。権堂駅 - 吉田町駅間は複線。
  - 9月30日：河東鉄道が長野電気鉄道を合併して長野電鉄に社名変更。須坂駅 - 信州中野駅間は河東線の一部、権堂駅 - 須坂駅間は長野線となる。
  - 10月5日：吉田町駅を信濃吉田駅に改称[32]。
- 1927年（昭和2年）
  - 4月28日：平穏線（ひらおせん）として信州中野駅 - 湯田中駅間が開業[33]。中野松川駅、竹原駅（現・信濃竹原駅）、夜間瀬駅、上条駅、湯田中駅が開業。
  - 8月27日：平穏線が山の内線へ名称変更。
- 1928年（昭和3年）
  - 6月24日：長野駅 - 権堂駅間が複線で開業[34]（長野駅 - 湯田中駅間全通）。長野駅（長野電鉄）、錦町駅（現・市役所前駅）、緑町駅が開業。
  - 10月11日：都住駅開業。
- 1931年（昭和6年）7月10日：湯田中 - 渋安代間の免許取消（指定ノ期限マテニ工事竣工セサルタメ）[35]。
- 1932年（昭和7年）6月16日：竹原駅を信濃竹原駅に改称。
- 1944年（昭和19年）1月11日：日野駅と豊洲駅を休止。
- 1945年（昭和20年）8月10日：緑町駅を休止。
- 1949年（昭和24年）
  - 3月28日：桜沢駅開業。
  - 5月10日：湯田中 - 渋安代間の免許交付。
- 1953年（昭和28年）9月15日：村山駅交換駅化。
- 1955年（昭和30年）11月15日：湯田中駅南駅舎供用開始。
- 1956年（昭和31年）5月15日：信濃吉田駅 - 朝陽駅間が複線化。
- 1957年（昭和32年）3月15日：2000系が営業運転を開始。特急「しらね」「よこて」「しが」「かさだけ」「いわすげ」が運転開始[16]。
- 1958年（昭和33年）5月13日：湯田中 - 渋安代間の免許失効。
- 1959年（昭和34年）7月4日：吉田変電所運転開始。
- 1960年（昭和35年）4月11日：豊洲駅を北須坂駅に改称して営業再開。
- 1961年（昭和36年）
  - 5月29日：朝陽駅 - 須坂駅間で単線自動閉塞を開始。
  - 6月2日：長野駅構内で特急列車と貨物列車の衝突事故が発生し、24人が重軽傷。
- 1962年（昭和37年）
  - 3月1日：長野駅 - 木島駅間で特急「のざわ」が運転開始（1993年11月1日廃止）。
  - 9月15日：りんご出荷専用貨物列車「やまさち号」が信州中野駅から大阪方面へ運転開始。
- 1964年（昭和39年）10月21日：信濃吉田駅の貨物取扱いを廃止。
- 1966年（昭和41年）
  - 2月1日：小口扱いの貨物取扱いを廃止。
  - 11月24日：0系「OSカー」が営業運転を開始。
- 1969年（昭和44年）以前：特急「しらね」「よこて」「しが」「かさだけ」「いわすげ」を特急「奥志賀」に統合[16]。特急運用に就く2000系（小布施駅）
  - 3月29日：本郷駅が橋上駅舎化。

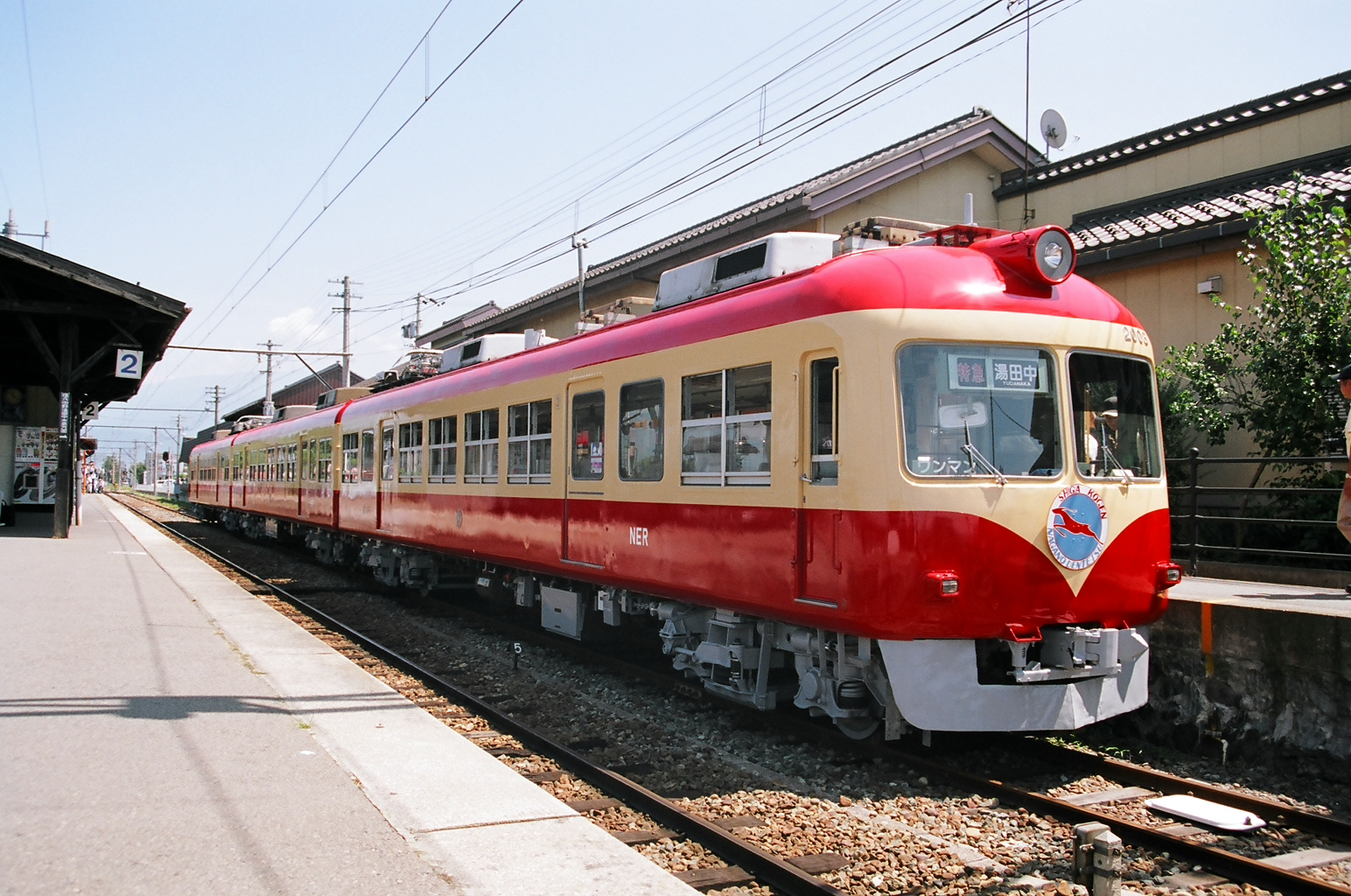
特急運用に就く2000系（小布施駅）

- 1970年（昭和45年）9月1日：長野線内の貨物営業を全面廃止（1979年4月1日には全線貨物営業廃止）。
- 1980年（昭和55年）3月1日：朝陽駅 - 湯田中駅間で列車集中制御装置 (CTC) 使用開始。
- 1981年（昭和56年）3月1日：長野駅 - 善光寺下駅間が連続立体交差化（地下化）[36]。錦町駅を市役所前駅に改称。休止中の緑町駅を廃止。善光寺下駅 - 本郷駅間の地下地上接続部
- 1984年（昭和59年）

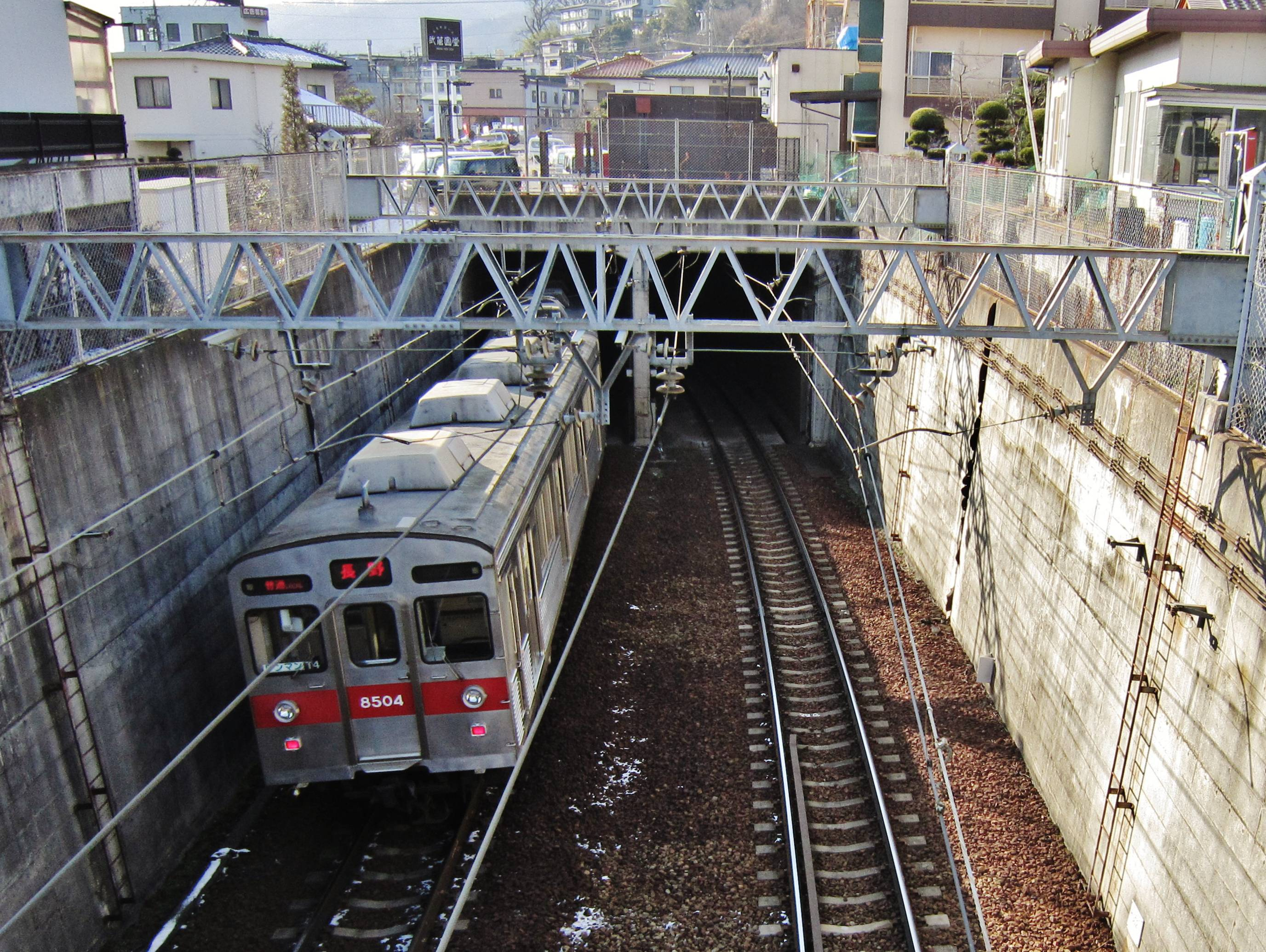
善光寺下駅 - 本郷駅間の地下地上接続部

  - 12月4日：長野駅、朝陽駅、小布施駅、湯田中駅で列車運行管理システム (PTC) 使用開始。
  - 12月15日：長野駅 - 朝陽駅間でCTC使用開始。
- 1985年（昭和60年）
  - 3月14日：附属中学前駅が開業。
  - 10月16日：小布施駅新駅舎供用開始。
- 1986年（昭和61年）9月1日：須坂駅、信州中野駅でPTC使用開始。
- 1987年（昭和62年）10月8日：日野駅の営業を再開。
- 1989年（平成元年）7月8日：信州中野駅新駅舎供用開始。
- 1993年（平成5年）10月：特急「奥志賀」廃止。A特急・B特急運転開始[16]。
- 1999年（平成11年）：山の内線の表記を山ノ内線に変更[37]。
- 2000年（平成12年）10月1日：長野駅 - 信州中野駅間でワンマン運転開始。
- 2002年（平成14年）9月18日：河東線須坂駅 - 信州中野駅間と山ノ内線を含めた長野駅 - 湯田中駅間を長野線と名称変更。
- 2004年（平成16年）8月7日：現村山橋の車道上り線部分が開通。これにより旧村山橋の車道部は下り専用となった。
- 2006年（平成18年）
  - 9月1日 - 30日：湯田中駅改修工事のため、上条駅 - 湯田中駅間でバス代行輸送。
  - 12月9日：信州中野駅 - 湯田中駅間の一部列車でワンマン運転開始。1000系「ゆけむり」が営業運転を開始。
- 2008年（平成20年）12月22日：現村山橋の車道下り線部分が開通（車道部全面開通）し、午後3時より使用開始。これにより旧村山橋は道路併用が終了[38]となり鉄道専用となった。村山橋梁架け替えに伴うレール敷設工事（2009年8月）
- 2009年（平成21年）

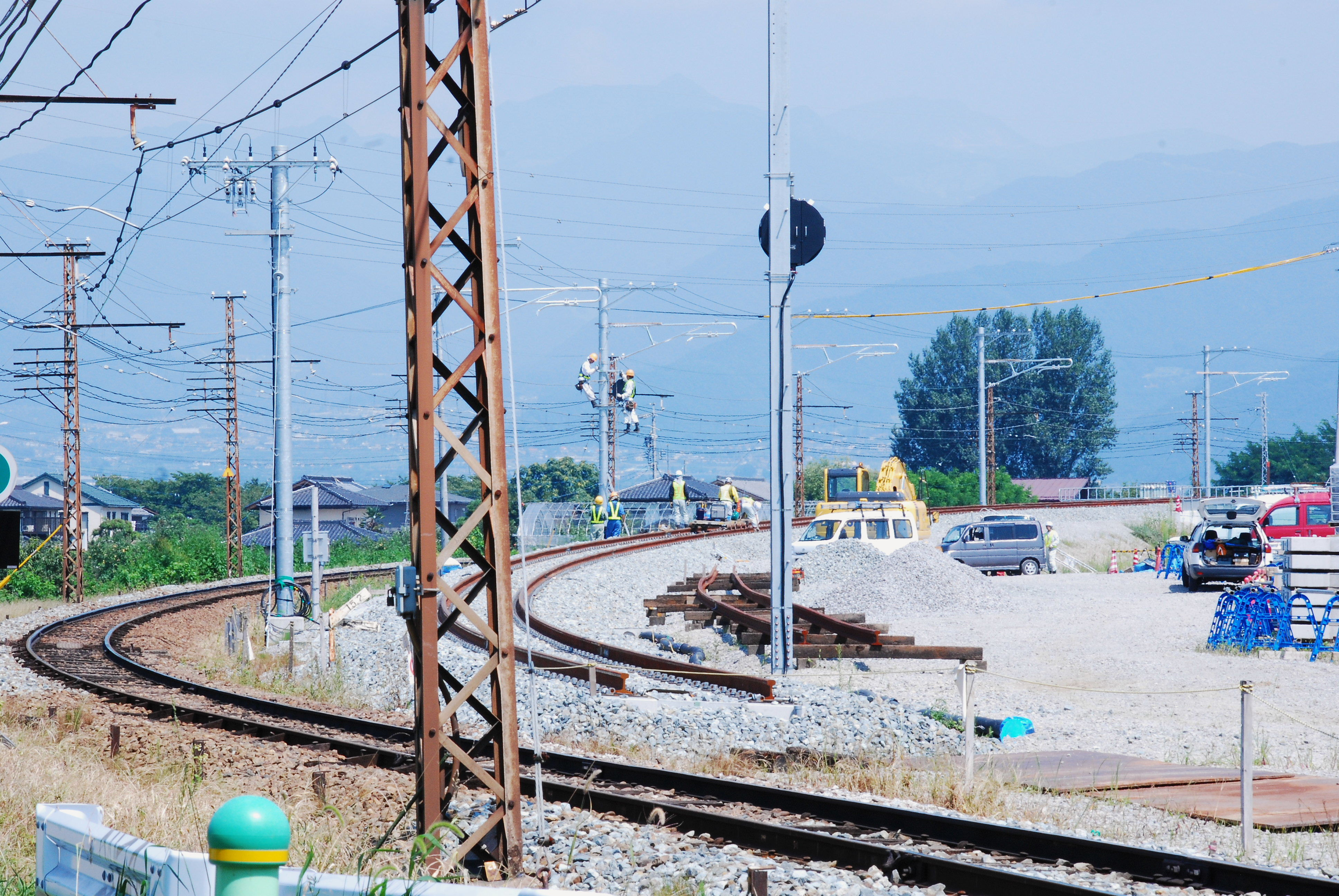
村山橋梁架け替えに伴うレール敷設工事（2009年8月）

  - 11月6日：旧村山橋供用最終日。最終列車の通過をもって車道部を含む全体の使用を終了。
  - 11月7日 - 8日：村山橋線路切り替え工事のため朝陽駅 - 須坂駅間を終日運休し、バス代行輸送。
  - 11月9日：現村山橋の線路部が開通し、車道部を含む全体の供用開始[39]。旧橋はイベント後に解体。
- 2011年（平成23年）
  - 2月13日：平日ダイヤと土休日ダイヤを統合、特急の停車駅を変更。
  - 2月26日：2100系「スノーモンキー」が営業運転を開始。2000系が定期運用から離脱。
- 2012年（平成24年）3月19日：柳原駅新駅舎供用開始。
- 2015年（平成27年）3月14日：観光案内列車「特急ゆけむり〜のんびり号〜」の運行を開始[40]。
- 2017年（平成29年）10月24日：午前8時14分頃、都住駅 - 桜沢駅間の踏切でおよそ150人が乗っていた長野駅発信州中野駅行き普通列車（8500系T3編成）とトラックが衝突する事故が発生し、当該編成の一部が脱線。けが人なし[41][42]。
- 2018年（平成30年）4月3日：北須坂駅棒線駅化（交換設備廃止）。
- 2020年（令和2年）
  - ダイヤの異常発生時に信号や転轍機を遠隔操作できる電子運行システムの対象を全線に拡大（予定）[43]。
  - 3月1日：本郷駅バリアフリー化に伴い橋上駅舎閉鎖。
  - 8月19日：延徳駅棒線駅化。
- 2025年（令和7年）5月21日：17時50分頃、日野駅 - 須坂駅間でおよそ200人が乗っていた信州中野駅発長野駅行き普通列車（8500系T4編成）と突風に煽られた農機保管用の小屋が接触する事故が発生し、当該編成の窓ガラスなどが破損。乗客のうち1人が死亡し、2人が負傷した[44]。日本国内の鉄道事故において乗客の死亡事故が発生したのは2005年のJR羽越本線脱線事故以来である[45]。

## 駅一覧
- 全駅長野県内に所在。

凡例
特急… ●：停車、｜：通過
S特急=のんびり号
普通列車は省略：各駅に停車
線路 … ｜：単線区間（交換できない駅）、◇：単線区間（交換可能駅）、||：複線区間（地上）、||（長野駅 - 善光寺下駅間）：複線区間（地下）、∨：これより下は単線
| 駅番号 | 駅名         | 駅間 キロ | 営業 キロ | B特急 | A特急 S特急 | 接続路線                                                                        | 線路 | 所在地            |
| ------ | ------------ | --------- | --------- | ----- | ----------- | ------------------------------------------------------------------------------- | ---- | ----------------- |
| N1     | 長野駅       | -         | 0.0       | ●     | ●           | 東日本旅客鉄道： 北陸新幹線・ 信越本線（SE13）・■飯山線 しなの鉄道：■北しなの線 | \|\| | 長野市            |
| N2     | 市役所前駅   | 0.4       | 0.4       | ●     | ｜          |                                                                                 | \|\| | 長野市            |
| N3     | 権堂駅       | 0.6       | 1.0       | ●     | ●           |                                                                                 | \|\| | 長野市            |
| N4     | 善光寺下駅   | 0.6       | 1.6       | ｜    | ｜          |                                                                                 | \|\| | 長野市            |
| N5     | 本郷駅       | 1.1       | 2.7       | ●     | ｜          |                                                                                 | \|\| | 長野市            |
| N6     | 桐原駅       | 0.9       | 3.6       | ｜    | ｜          |                                                                                 | \|\| | 長野市            |
| N7     | 信濃吉田駅   | 0.7       | 4.3       | ●     | ｜          |                                                                                 | \|\| | 長野市            |
| N8     | 朝陽駅       | 2.0       | 6.3       | ●     | ｜          |                                                                                 | ∨    | 長野市            |
| N9     | 附属中学前駅 | 0.7       | 7.0       | ｜    | ｜          |                                                                                 | ｜   | 長野市            |
| N10    | 柳原駅       | 1.0       | 8.0       | ｜    | ｜          |                                                                                 | ◇    | 長野市            |
| N11    | 村山駅       | 2.0       | 10.0      | ｜    | ｜          |                                                                                 | ◇    | 須坂市            |
| N12    | 日野駅       | 1.0       | 11.0      | ｜    | ｜          |                                                                                 | ｜   | 須坂市            |
| N13    | 須坂駅       | 1.5       | 12.5      | ●     | ●           |                                                                                 | ◇    | 須坂市            |
| N14    | 北須坂駅     | 2.5       | 15.0      | ｜    | ｜          |                                                                                 | ｜   | 須坂市            |
| N15    | 小布施駅     | 2.5       | 17.5      | ●     | ●           |                                                                                 | ◇    | 上高井郡 小布施町 |
| N16    | 都住駅       | 1.1       | 18.6      | ｜    | ｜          |                                                                                 | ｜   | 上高井郡 小布施町 |
| N17    | 桜沢駅       | 2.7       | 21.3      | ｜    | ｜          |                                                                                 | ◇    | 中野市            |
| N18    | 延徳駅       | 2.0       | 23.3      | ｜    | ｜          |                                                                                 | ｜   | 中野市            |
| N19    | 信州中野駅   | 2.3       | 25.6      | ●     | ●           |                                                                                 | ◇    | 中野市            |
| N20    | 中野松川駅   | 1.4       | 27.0      | ｜    | ｜          |                                                                                 | ｜   | 中野市            |
| N21    | 信濃竹原駅   | 2.3       | 29.3      | ｜    | ｜          |                                                                                 | ◇    | 中野市            |
| N22    | 夜間瀬駅     | 1.1       | 30.4      | ｜    | ｜          |                                                                                 | ｜   | 下高井郡 山ノ内町 |
| N23    | 上条駅       | 1.4       | 31.8      | ｜    | ｜          |                                                                                 | ｜   | 下高井郡 山ノ内町 |
| N24    | 湯田中駅     | 1.4       | 33.2      | ●     | ●           |                                                                                 | ｜   | 下高井郡 山ノ内町 |

- 善光寺下駅は善光寺御開帳時期[15]に、中野松川駅は一本木公園バラまつり時期に日中の特急列車が臨時停車する。

## 過去の接続路線
- 須坂駅：屋代線（2012年4月1日廃止）
- 信州中野駅：河東線（木島線）（2002年4月1日廃止）

また、地下化される前の長野電鉄長野駅1番線付近より国鉄信越本線につながる連絡線があったが、1970年9月1日の長野線貨物取り扱い終了後に撤去された。

## その他
長野電鉄線では駅の乗り場の番号の振り方が他社と異なり独特である。JRなどでは駅舎側から1・2・3・4と小さい順に振っているが、長野電鉄線では4・3・2・1と大きい順に振られている。その理由については不明である。なお似たような振り方が富山地方鉄道でもみられる。